# Distretto elettorale di Kalahari
Il distretto elettorale di Kalahari è un distretto elettorale della Namibia situato nella Regione di Omaheke con 7.611 abitanti al censimento del 2011. Il capoluogo è la città di Buitepos.